# 泰和律議
《泰和律義》是金朝法制編撰中最具成就的一部法典。它是金章宗時期所制定的，以《唐律疏議》作為藍本，並採用《宋刑統》的疏議加以詮釋，其篇目與唐律相同，但內容有所不同。
內容共計五百六十三條，包括：祠令48條，戶令66條，學令11條，選舉令83條，封爵令九條，封贈令十條，宮衛令十條，軍防令25條，儀制令23條，衣服令十條，公式令58條，祿令17條，倉庫令七條，廄牧令12條，田令17條，賦役令23條，關市令13條，捕亡令20條，賞令25條，醫疾令五條，假寧令14條，獄宮令106條，等等。
《泰和律義》雖然是金代實行的法典，但是由於金代戰事頻繁，法律在實際上並未徹底的貫徹執行，不過對元代法制產生一定影響。

## 註腳
1. 1 2 3  龔書鐸、劉德麟. . . 2009: 153頁.